# Курамоти, Асука
Асука Курамоти (яп. 倉持 明日香 Курамоти Асука, род. 11 сентября 1989 года) — японская певица, участница идол-группы AKB48. Девушка присоединилась к группе как стажер 4-го поколения в мае 2007 года. Была повышена до Team К, затем на перетасовке АКВ48 в 2009 году была переведена в Team А, затем на перетасовке в Tokyo Dome переведена назад в Team К. На последней перетасовке 24 февраля 2014 года переведена в Team В и назначена капитаном команды. Также она в мае 2013 года выпустила сольный сингл. 19 июля девушка заявила о том, что покидает группу и стремится стать спортивным комментатором.

## Сольная дискография

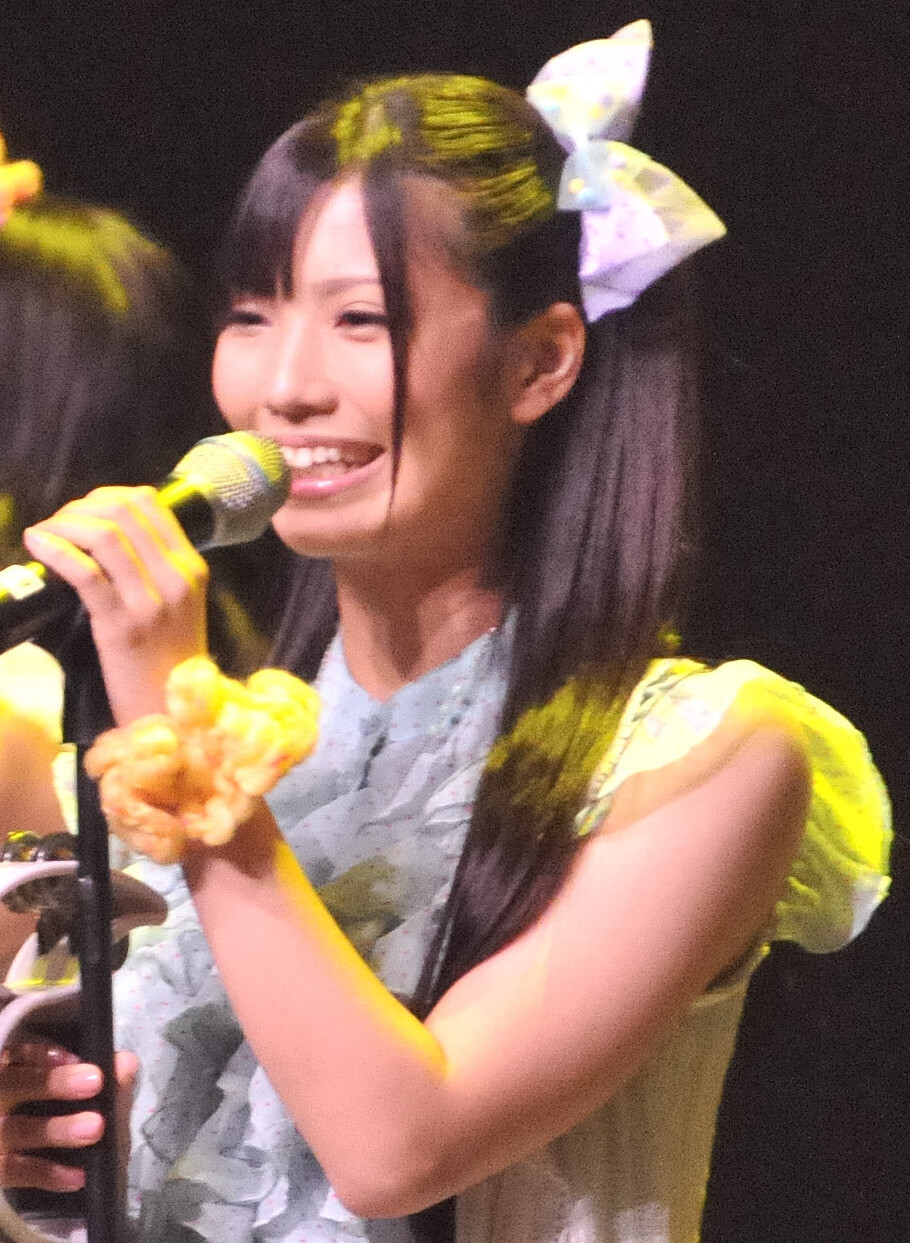

### Синглы
| Название                            | Дата выпуска | Наив. позиция               |
| Название                            | Дата выпуска | Oricon Weekly Singles Chart |
| ----------------------------------- | ------------ | --------------------------- |
| «Itsumo Soba ni» (яп. いつもそばに) | 29 мая 2013  | 4                           |

##### Музыкальные видео
| Название         | Официальное видео на YouTube |
| ---------------- | ---------------------------- |
| «Itsumo Soba ni» | смотреть                     |